# Helmut Witte (labdarúgóedző)
Helmut Witte (1941. július 15. –) német labdarúgóedző.